# Сельма (река)
Сельма (Малая Сельма) — река в России, протекает по территории Междуреченского и Грязовецкого районов Вологодской области и Солигаличского района Костромской области. Устье реки находится в 282 км от устья Костромы по правому берегу, ниже районного центра — города Солигалич. Длина реки составляет 34 км, площадь водосборного бассейна — 296 км².

## Данные водного реестра
По данным государственного водного реестра России относится к Верхневолжскому бассейновому округу, водохозяйственный участок реки — Кострома от истока до водомерного поста у деревни Исады, речной подбассейн реки — Волга ниже Рыбинского водохранилища до впадения Оки. Речной бассейн реки — (Верхняя) Волга до Куйбышевского водохранилища (без бассейна Оки).
Код объекта в государственном водном реестре — 08010300112110000011734.

### Притоки
(указано расстояние от устья)
- 6,7 км: река Корба (пр)
- 15 км: река Ламса (лв)
- 18 км: река Пегуза (пр)